# كفر محمد حسين
قرية كفر محمد حسين هي إحدى القرى التابعة لمركز الزقازيق في محافظة الشرقية في جمهورية مصر العربية. حسب إحصاءات سنة 2006، بلغ إجمالي السكان في كفر محمد حسين 18431 نسمة، منهم 9556 رجل و8875 امرأة.